# Pirkovič
Pirkovič je priimek več znanih Slovencev:
- Franc Pirkovič (1914—1989), partizan prvoborec, politični komisar, politik, diplomat
- Igor Pirkovič (*1970), novinar, TV-urednik, pravnik, diplomat, glasbeni besedilopisec
- Ivo Pirkovič (1909—1985), publicist, zgodovinar NOB
- Jelka Pirkovič (*1948), umetnostna zgodovinarka in konservatorka
- Vilma Pirkovič Bebler (1918—1996), agronomka, partizanka prvoborka, družbenopolitična delavka